# NK Jarun Zagreb
Nogometni klub Jarun Zagreb hrvatski je nogometni klub iz zagrebačkog naselja Jarun. Trenutačno se natječe u 1. NL.
Adresa nogometnog kluba je Ogulinska 23, 10000 Zagreb.

## Povijest
Klupska arhiva uništena je u poplavi rijeke Save 1964., stoga je sačuvano malo podataka o ranoj klupskoj povijesti.
Klub je tijekom ljeta 1921. osnovalo deset omladinaca. Oni su kupili prvu loptu s kojom su igrali u dvorištu Ivana Bartolića, Jarun 21. Na osnivačkoj skupštini za prvog predsjednika izabran je Mirko Fočić, a tajnika Mirko Oršić.
ŠK Jarun nije mogao dobiti potvrdu svojih pravila od nadležne vlasti u Vrapču pod čijom je administracijom Jarun tada pripadao. Vlasti su ga kasnije opisivale kao „skup politički nepoćudnih ljudi”. Ne dobivši potvrdu, Jarun se nije mogao učlaniti u Zagrebački nogometni podsavez ni Jugoslavenski nogometni savez. Također nije mogao nastupati u natjecanjima tih dvaju saveza niti igrati prijateljske utakmice s njihovim članovima. Jarun je u tom periodu bio divlji klub (naziv za neregistrirane klubove). Ti klubovi su imali svoja vlastita natjecanja, uključujući prvenstva.
Peta godišnjica kluba obilježena je utakmicom protiv tada neregistriranog kluba HŠK Trnja s kojim je Jarun igrao 3:3. Protiv Jaruna svoju je prvu utakmicu odigrao HŠK Meteor Zagreb. Utakmica je igrana na Jarunu te je Jarun pobijedio s 2:1. Jarun je desetu godišnjicu svog postojanja obilježio utakmicom protiv Ličanina. Igrači Jaruna su od 1927. do 1936. povremeno igrali za Savu, koja je bila član Zagrebačkog nogometnog podsaveza.
Sve dok vlasti nisu 12. svibnja 1939. priznala klupska pravila te Jarun nije bio prihvaćen kao privremeni član Zagrebačkog nogometnog podsaveza, klub je djelovao kao divlji klub. Postao je redoviti član nedugo nakon što je postao privremeni član. Dana 8. rujna 1931. uhićeno je 15 igrača i još jedna osoba pod optužbom širenja komunističkih letaka.
Klub je debitirao u III. razredu prvenstva Zagrebačkog nogometnog podsaveza 1939./40. Osvojio je 2. mjesto, a prvak je bio Mesarski.
Godine 1943. spaja se s HŠK ZET. Obnovljen je u lipnju 1945. pod nazivom SD Borac koji predstavlja kvartove Jarun, Gajevo, Staglišće.
U prostorijama NK Borac osnovan je 17. lipnja 1989. HDZ. Klub je vratio staro ime Jarun na izvanrednoj skupštini 28. kolovoza 1990.

## Vanjske poveznice
- Službena web-stranica
- Profil, HNS Semafor
- NK Jarun, Nogometni leksikon